# Borne frontière de Cordon
La borne frontière de Cordon est une borne située à Cordon, en France.

## Localisation
La borne est située dans le département français de la Haute-Savoie, sur la commune de Cordon, au col de Jaillet.

## Description
Cette borne frontière est un cippe de pierre portant l'inscription FINES, en latin « limite, frontière ».

## Historique
La borne indique la limite entre la province des Alpes grées et la province viennoise.
La borne est découverte en 1963, par l'abbé Giry.
L'édifice est classé au titre des monuments historiques en 1971.